# Bucculatrix ulmifoliae
Bucculatrix ulmifoliae — вид лускокрилих комах родини кривовусих крихіток-молей (Bucculatricidae).

## Поширення
Вид поширений в Європі та Ірані

## Опис
Розмах крил 6-7 мм. Передні крила світлого забарвлення з коричневою основою. Задні крила сірі.

## Спосіб життя
Буває два покоління в рік. Метелики літають у квітні-травні, і знову в липні. Личинки живляться листям в'яза шорсткого, в'яза гладкого та береста. Гусениці раннього віку мінують листя. Утворюють чорні міни з просторою личинковою камерою. Личинки старшого віку поїдають листя ззовні.